# Buzançais
Buzançais je naselje in občina v srednjem francoskem departmaju Indre regije Center. Leta 2009 je naselje imelo 4.501 prebivalca.

## Geografija
Naselje leži v pokrajini Berry ob reki Indre, 23 km severozahodno od Châteaurouxa.

## Uprava
Buzançais je sedež istoimenskega kantona, v katerega so poleg njegove vključene še občine Argy, La Chapelle-Orthemale, Chezelles, Méobecq, Neuillay-les-Bois, Saint-Genou, Saint-Lactencin, Sougé, Vendœuvres in Villedieu-sur-Indre z 12.088 prebivalci.
Kanton Buzançais je sestavni del okrožja Châteauroux.

## Pobratena mesta
- Merate (Lombardija, Italija);